# Magnum Begynasium Bruxellense
Pour plus de détails, voir Fiche technique et Distribution.
Magnum Begynasium Bruxellense est un film belge de Boris Lehman réalisé en 1978.

## Synopsis
Le film est une chronique d'un quartier en démolition où se trouvait un Béguinage à Bruxelles.  Lehman raconte le quartier à partir d'environ 150 personnes qu'il rencontre.

## Fiche technique
- Titre : Magnum Begynasium Bruxellense
- Réalisation : Boris Lehman
- Scénario : Boris Lehman
- Musique : Philippe Boesmans
- Photographie :
- Montage : Litsa Dimitriadis et Roland Grillon
- Production : Boris Lehman
- Pays :  Belgique
- Genre : Documentaire[3]
- Durée : 145 minutes
- Format : 16 mm
- Dates de sortie : 
  -  Belgique : 1978